# Meriola cetiformis
Meriola cetiformis är en spindelart som först beskrevs av Embrik Strand 1908.  Meriola cetiformis ingår i släktet Meriola och familjen flinkspindlar. Inga underarter finns listade i Catalogue of Life.